# Michael Harner
Michael Harner (1929. – 2018.) američki je antropolog i istraživač šamanizma iz Washington D.C.-ja, ustanovitelj i predsjednik Foundation for Shamanic Studies sa sjedištem u Mill Valleyu, Kalifornija.

## Životopis
Harner se počeo zanimati za šamanizam u ranim šezdesetima tijekom svojih terenskih radova među Shuar, Conibo i među drugim prvotnim naseljenicima gornjeg djela Amazone. Harner je počeo sadašnju renesansu šamanizma (neošamanizam) na Zapadu. Diljem svijeta predavao je šamanizam, širio šamansko znanje i tehnike iscjeljivanja.
Srž svojih studija zvao je Core-šamanizam (Core, hr: jezgra). Harner je doprinio ophođenju sa šamanizmom i šamanskim tehnikama. Bio je ustanovitelj i vođa Foundation for Shamanic Studies (FSS), neprofitne organizacije koja se bavi očuvanjem i istraživanjem šamanske baštine i širenjem šamanskog znanja diljem svijeta.

## Monografije i članci
- The Ecological Basis for Aztec Sacrifice. In: American Ethnologist. Nr. 4, 1977, S. 117–135.

	Cannibal. Morrow, New York NY 1979, ISBN 0-688-03499-3.
- The Way of the Shaman. Harper & Row, San Francisco CA 1980, ISBN 0-06-063710-2. Njemačkom: Der Weg des Schamanen. Ariston, Genf 1981, ISBN 3-7205-1819-1.
- Core Shamanism defended. In: Shaman's Drum. Spring issue, 1988, S. 65–67.
- Shamanic counseling. In: G. Doore (Hrsg.): The Shaman's Path. Healing, Personal Growth and Empowerment. Shambhala, Boston MA 1988, S. 179–187.
- Journeys Outside of Time. The Way to Knowledge and Wisdom. Unwin Paperbacks, London 1990, ISBN 0-04-440587-1.
- Cave and Cosmos:  Shamanic Encounters with Another Reality. North Atlantic Books, Berkeley, 2013, ISBN 978-1-58394-546-9.

### Urednik
- Hallucinogens and Shamanism. Oxford University Press, London 1972, ISBN 0-19-501649-1.

## Vanjske poveznice
- Foundation for Shamanic Studies (engl.)
- Foundation for Shamanic Studies Europa (njem.)